# Jagerberg
Jagerberg – gmina targowa w Austrii, w kraju związkowym Styria, w powiecie Südoststeiermark. Według Austriackiego Urzędu Statystycznego liczyła 1642 mieszkańców (1 stycznia 2015).